# Arsjak III
Arsjak III (Armeens: Արրրււְֳ ) (†ca. 390) was koning van Armenië van 378 tot 387. Hij was een kleinzoon van Arsjak II, zijn moeder was koningin Zarmandukht.

## Context
Nadat de vorige koning, Varazdat, zijn hoofdgeneraal (sparapet) Mushegh I Mamikonian, had laten vermoorden, nam de broer van Mushegh, Manuel Mamikonian, de touwtjes in handen. Onder zijn bewind was er terug vrede en stabiliteit in het Koninkrijk Armenië. Hij gaf Zarmandukht de titel van koningin en voedde Arsjak en Vologases op, alsof het zijn eigen kinderen waren. Manuel bleef neutraal tegenover de Romeinse en Sassanidische heersers. Op papier regeerden Arsjak III en Vologases III over het land.
In 386 stierf zijn broer Vologases en Manuel Mamikonian, een teken voor het Sassinidische Rijk om Armenië binnen te vallen. In 387 werd tussen de Romeinen en de Sassaniden het Verdrag van Acilisene getekend, Armenië werd in twee verdeeld en Arsjak III moest aftreden. In Oost-Armenië kwam Khosro IV aan de macht.